# Gleichenia matthewii
Gleichenia matthewii är en ormbunkeart som beskrevs av Holtt. Gleichenia matthewii ingår i släktet Gleichenia och familjen Gleicheniaceae. Inga underarter finns listade.